# Saga Samuelsson

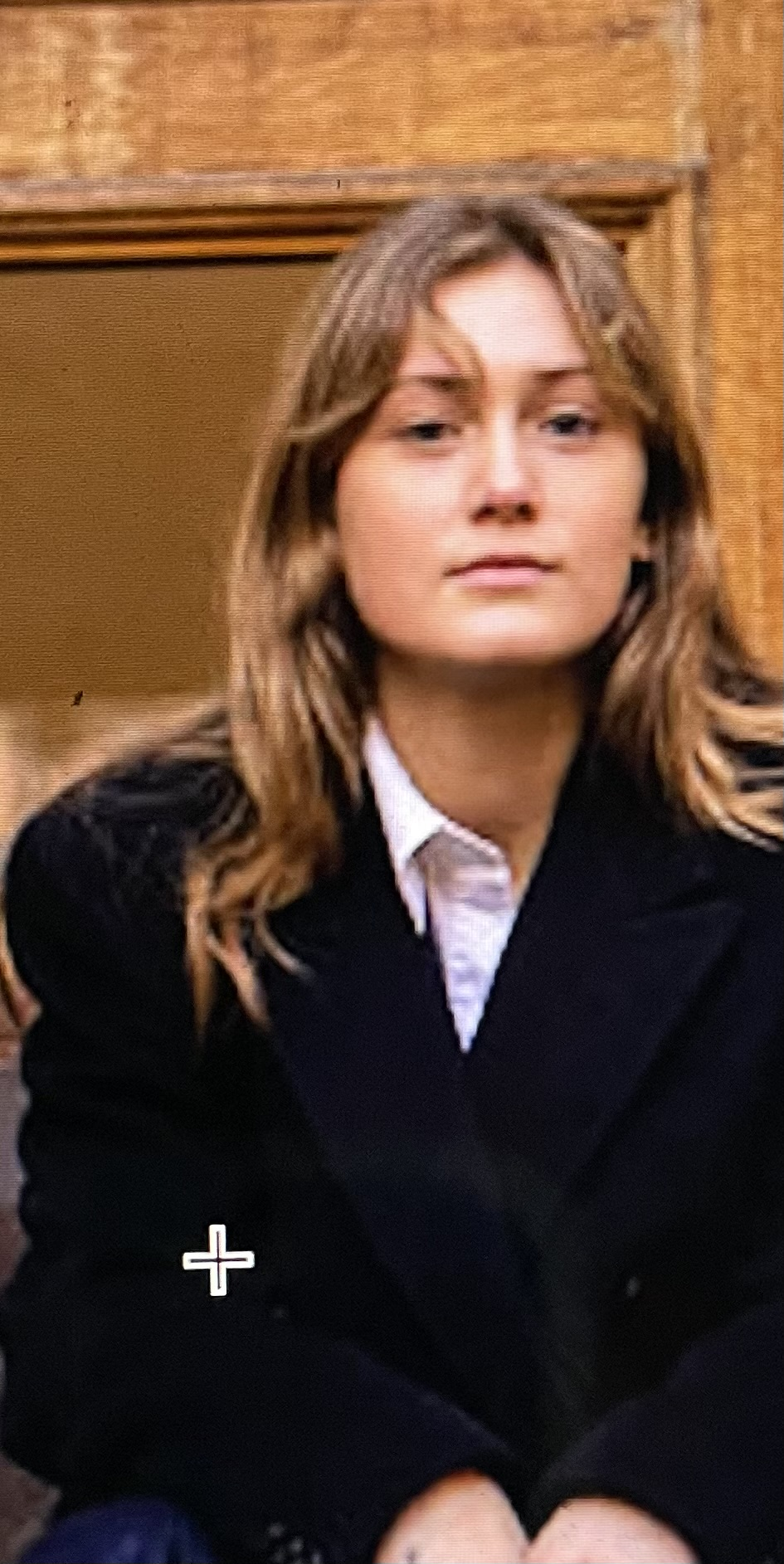
Saga Samuelsson, 2023

Saga Ellen Lucia Måne Samuelsson (* 13. Dezember 1999) ist eine schwedische Schauspielerin.

## Leben und Karriere
Samuelsson wurde am 13. Dezember 1999 geboren. 2013 bekam sie in dem Film Mig äger ingen die Hauptrolle. Anschließend war sie 2014 in dem Film Medicinen zu sehen. Außerdem wurde sie 2014 für die Serie Mord im Mittsommer gecastet. Unter anderem trat sie 2021 in Agatha Christies Hjerson auf. 2022 spielte Samuelsson in der Serie Nattryttarna. die Hauptrolle.

## Filmografie
Filme
- 2013: Mig äger ingen
- 2014: Medicinen
- 2016: Jag älskar dig – en skilsmässokomedi
- 2016: Korparna

Serien
- 2014–18: Mord im Mittsommer
- 2017: Saknad
- 2018: Springfloden
- 2020: Vår tid är nu
- 2021: Agatha Christies Hjerson
- 2022: Nattryttarna